# Olympische Zomerspelen 1992
De Olympische Zomerspelen van de XXVe Olympiade werden in 1992 gehouden in Barcelona, hoofdstad van Catalonië in Spanje. De woonplaats van de toenmalig IOC-president Juan Antonio Samaranch werd verkozen boven Amsterdam, Belgrado, Birmingham, Brisbane en Parijs. De ceremonies en het atletiek vonden plaats in het Estadi Olímpic Lluís Companys.
Het olympisch dorp en de olympische haven werden ontworpen door de Catalaanse architect Oriol Bohigas i Guardiola. Voor de organisatoren was veiligheid een topprioriteit. Er werd algemeen gevreesd voor aanslagen van de ETA en voor betogingen van catalanistische onafhankelijkheidsbeweging. Van geen van beide was tijdens de Spelen sprake.

## Deelnemers
- Aantal deelnemers
  - 9.386 (6.659 mannen en 2.721 vrouwen) uit 169 landen
- Jongste deelnemer
  - ( ESP) Carlos Front (11 jaar, 251 dagen)
- Oudste deelnemer
  - ( ISL) Carl Eiríksson (62 jaar, 213 dagen)

## Hoogtepunten
- De mascotte voor deze Spelen was Cobi de hond.
- Na de opheffing van de Sovjet-Unie in 1991 namen de Baltische staten, Estland, Letland en Litouwen, voor het eerst sinds de Spelen van 1936 weer deel als onafhankelijke landen. De overige deelrepublieken namen deel onder de olympische vlag. Het Gezamenlijk team behaalde de meeste medailles: 45 gouden, 38 zilveren en 29 bronzen.
- Er waren nog nieuwe staten die aantraden in Barcelona, zoals Slovenië en Kroatië. Samaranch had zelfs bewerkstelligd dat Joegoslavië, ondanks het embargo tegen dat land, kon deelnemen, hoewel het niet vertegenwoordigd was in de ploegsporten. Omdat Joegoslavië door de Verenigde Naties een boycot was opgelegd, deden de Joegoslavische sporters mee als onafhankelijke sporters, onder de IOC-landcode IOP.
- Voor het eerst sinds de Spelen van 1960 mocht Zuid-Afrika weer deelnemen. De blanke Zuid-Afrikaan Elana Meyer en de zwarte Ethiopische Derartu Tulu bevochten elkaar voor de overwinning op de 10.000 meter. Na de overwinning door Tulu, liepen zij hand in hand een ereronde.
- Ook Cuba, dat vele jaren de Spelen had geboycot, was aanwezig in Barcelona.
- De olympische vlam werd aangestoken door de paralympische sporter Antonio Rebollo die een pijl in de schaal schoot.
- Bij het basketbal mochten voor het eerst professionals meedoen. De Amerikanen stelden het Dream Team op met spelers als Michael Jordan, Magic Johnson en Larry Bird. Dit team, volgens velen het beste team aller tijden, won de titel met gemak.
- Ook in het tennis namen vele professionele spelers deel aan het olympisch toernooi. Bij de mannen won de Zwitser Marc Rosset, bij de dames won de Amerikaanse Jennifer Capriati. Zij versloeg daarvoor in de finale de Duitse Steffi Graf. Het mannendubbel werd gewonnen door het Duitse duo Boris Becker en Michael Stich. In het vrouwendubbel was de gouden medaille voor het Amerikaanse duo Mary Joe Fernandez en Gigi Fernández.
- Na zesmaal als demonstratiesport op het programma te hebben gestaan, maakte honkbal nu voor het eerst deel uit van het officiële programma. Cuba won de titel. Naast honkbal stonden ook badminton en judo voor de vrouwen voor het eerst op het olympisch programma, en wildwaterkanoën maakte na een afwezigheid van twintig jaar zijn rentree.
- De demonstratiesporten waren taekwondo, rolhockey en pelote basque.
- De dertienjarige Fu Mingxia won het schoonspringen.
- De Chinese Zhang Shan bleef vijftig mannen voor bij het kleiduivenschieten en won zo goud.
- Carl Lewis nam voor een derde keer deel aan de Spelen en voegde twee gouden medailles toe aan zijn palmares: hij won goud in het verspringen en op de 4 × 100 meter. In het verspringen werd veel verwacht van het duel tussen Carl Lewis en Mike Powell, de wereldrecordhouder. Uiteindelijk loste het duel de verwachtingen niet echt in en won Lewis met zijn eerste sprong van 8 meter 67. Op de 100 m had Lewis zich niet weten te kwalificeren. Die zege ging naar de 32-jarige Brit Linford Christie.
- De Amerikaanse ploeg vestigde een nieuw wereldrecord op de 4 × 400 meter met een tijd van 2.55.74 en de Amerikaan Kevin Young verbeterde op de 400 m horden het wereldrecord van Edwin Moses en bracht het op 46.78.
- De grote verrassing in de atletiek vond plaats bij het polsstokhoogspringen. De Oekraïner Sergej Boebka, die al dertigmaal het wereldrecord in deze discipline had verbeterd, slaagde er niet in de aanvangshoogte te halen. De gouden medaille ging uiteindelijk naar Maksim Tarasov.
- In het zwemmen heersten de Russische zwemmers in het olympisch bad bij de vrije-slagnummers. Ze behaalden in deze discipline alle gouden medailles van de 50 tot de 400 m dankzij twee zwemkampioenen: Alexander Popov en Jevgeni Sadovy. Bij de vrouwen won de Hongaarse Krisztina Egerszegi drie gouden medailles, op de 200 m rugslag, de 400 m wisselslag en de 100 m rugslag.
- In het turnen won de Wit-Rus Vitaly Tsjerbo zes gouden medailles, waarvan vier op een en dezelfde dag. Tsjerbo won goud in de meerkamp voor teams en individueel, op de grondoefening, bij de paardvoltige, aan de ringen en op de brug.
- Bij het synchroonzwemmen maakte een jurylid een typefout bij het invullen van de score (8,7 in plaats van 9,7). Ze merkte de fout direct op, maar de fout mocht niet meer worden hersteld. Hierdoor haalde de Canadese Sylvie Fréchette niet de gouden, maar de zilveren medaille. Ruim een jaar later (december 1993) besloot het IOC haar alsnog de gouden medaille te geven. De Amerikaanse Kristen Babb-Sprague mocht haar gouden medaille houden.
- Tijdens de sluitingsceremonie liepen sporters van het Gezamenlijk team met hun eigen nationale vlag het stadion binnen.

## Sporten
Tijdens deze Spelen werd er gesport binnen 25 sporten. Als demonstratiesporten stonden pelota, rolhockey en taekwondo op het programma.

### Mutaties
| Sport       | Nieuw                                                                        | Verdwenen (t.o.v. 1988) | Opmerkingen                                                            |  |
| ----------- | ---------------------------------------------------------------------------- | ----------------------- | ---------------------------------------------------------------------- |  |
| atletiek    | 10 km snelwandelen (v)                                                       |                         |                                                                        |  |
| badminton   | enkelspel (m) enkelspel (v) dubbelspel (m) dubbelspel (v)                    |                         |                                                                        |  |
| honkbal     | mannen                                                                       |                         |                                                                        |  |
| judo        | extra licht (v) half licht (v) licht (v) half midden midden half zwaar zwaar |                         |                                                                        |  |
| kanovaren   | C-1 slalom (m) C-2 slalom K-1 slalom (m) K-1 slalom (m)                      |                         | deze vier onderdelen keren na 20 jaar terug op het olympisch programma |  |
| roeien      | vier-zonder (v)                                                              | vier-met (v)            |                                                                        |  |
| schietsport | bewegend doel 10m (m)                                                        | bewegend doel 50m (m)   |                                                                        |  |
| wielersport | individuele achtervolging (v)                                                |                         |                                                                        |  |
| zeilen      | surfplank (v) Europe (v)                                                     |                         |                                                                        |  |
|             | +22                                                                          | -2                      | +20                                                                    |  |

## Deelnemende landen

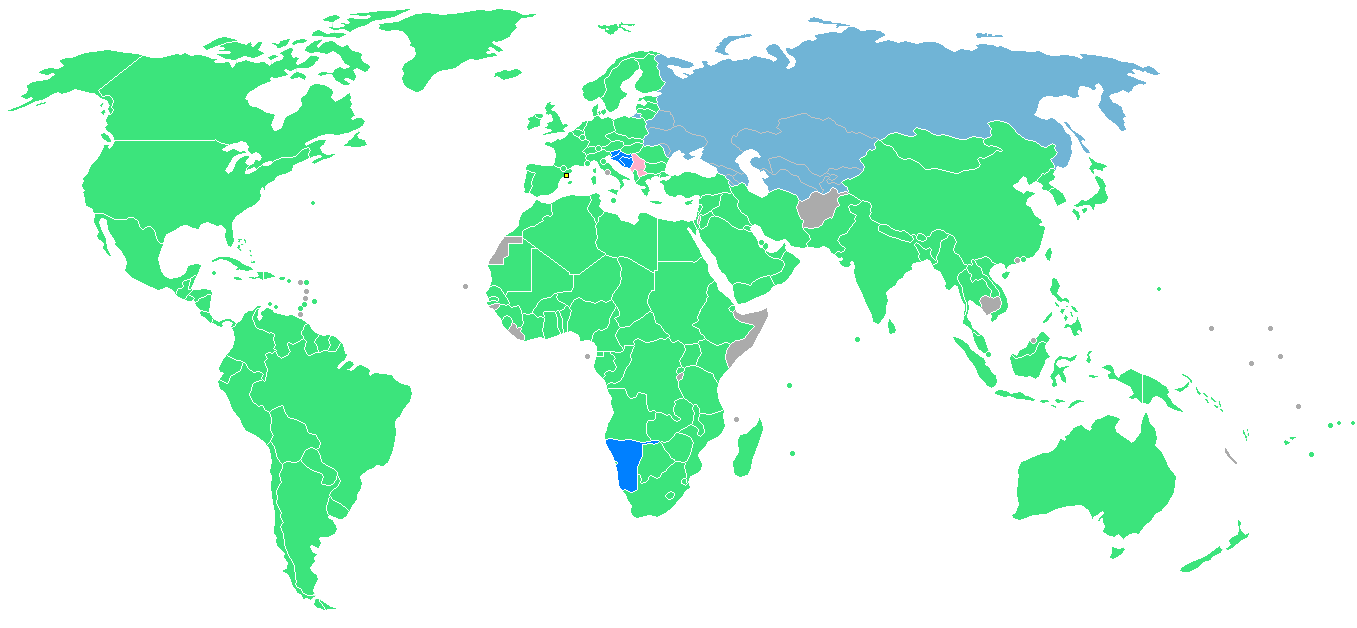

Er namen 169 landen deel aan de Spelen. Door het uiteenvallen van de Sovjet-Unie kwamen twaalf voormalige deelrepublieken uit met een gezamenlijk team met de IOC-code "EUN". De drie Baltische staten, Estland, Letland en Litouwen hadden hun eigen team. Na het uiteenvallen van Joegoslavië namen Bosnië-Herzegovina, Kroatië en Slovenië afzonderlijk deel. De Federale Republiek Joegoslavië mocht vanwege de VN-sancties niet deelnemen, maar individuele sporters uit dat land mochten toch meedoen aan de Spelen. Ze deden dit onder de noemer Onafhankelijk olympisch Deelnemer met de IOC-code "IOP". Verder debuteerde Namibië en nam een verenigd Jemen ook voor het eerst deel, Noord-Jemen was eerder deelnemer in 1984 en 1988 en Zuid-Jemen in 1988.
Het nummer achter het deelnemend land geeft aan hoeveel sporters namens dat land meededen.

### Arubaanse prestaties
Bij hun tweede deelname werd Aruba vertegenwoordigd door vijf olympiërs in drie sporten. In de atletiek namen Kim Reynierse en Cornelia Melis deel, in de wielersport Lucien Dirksz en Gerard van Vliet en bij het zeilen Roger Jurriens op het onderdeel plankzeilen. Op dit laatste onderdeel werd met de 37e plaats de beste klassering behaald.

### Belgische prestaties
- België haalde in totaal 3 medailles en zeventien finaleplaatsen op de Spelen van Barcelona.
- Annelies Bredael haalde zilver in het roeien bij de skiff. In de finale won de Roemeense Elisabeta Lipa, die vanaf het begin van de race de leiding had genomen. Bredael werd kort even bedreigd door de Canadese wereldkampioene Silken Laumann, maar wist haar aanval te pareren. Ook de Amerikaanse Anne Marden, die Bredael in de laatste 500 meter bedreigde, stak haar niet voorbij.
- In het vrouwenjudo, dat in Barcelona voor het eerst op het programma stond, wist de 24-jarige studente burgerlijk ingenieur Heidi Rakels het brons te behalen in de categorie -66 kilo. De bronzen medaille was een mooie beloning voor Rakels, die voor haar deelname vele kilo's had moeten verliezen, aangezien ze in haar oorspronkelijke categorie (-72 kg) de plaats moest laten aan Ulla Werbrouck. De andere Belgische judoka's waren minder succesvol. Nicole Flagotier viel net buiten de medailles op een vijfde plaats, Ulla Werbrouck raakte geblesseerd en Gella Vandecaveye moest voortijdig opgeven.
- De derde Belgische medaille kwam er in het wielrennen. Cédric Mathy, gecoacht door Patrick Sercu, haalde brons in de puntenkoers.

Medailles
| Medaille   | Winnaar          | Onderdeel                     |
| ---------- | ---------------- | ----------------------------- |
| Zilver (1) | Annelies Bredael | roeien, skiff                 |
| Brons (2)  | Cédric Mathy     | wielrennen, puntenkoers       |
| Brons (2)  | Heidi Rakels     | judo, middelgewicht tot 66 kg |

### Nederlandse prestaties
- Na langdurig blessureleed wist Ellen van Langen precies op tijd te pieken. Zij won op magistrale wijze de 800 meter in een tijd van 1.55.54.
- Het springruiterteam met Jos Lansink, Piet Raijmakers, Jan Tops en Bert Romp haalde goud in de landenwedstrijd. Lansink speelde met twee foutloze ritten een belangrijke rol; Romp maakte de meeste fouten. Omdat zijn prestaties niet meetelden voor het eindresultaat, kreeg hij geen medaille.
- Na een wisselvallig toernooi eindigden de Nederlandse volleyballers op de tweede plaats. Hoewel in de voorronde werd verloren van Brazilië, Cuba en het GOS plaatste Nederland zich toch voor de volgende ronde. In de kwartfinale werd wereldkampioen Italië met 17-16 verslagen in de beslissende vijfde set. In de halve finale won het Nederlands team met 3-0 van Cuba. In de finale tegen Brazilië leed het Nederlandse team een 3-0 nederlaag.
- Door een slechte samenwerking in de vrouwenwielerploeg wist Monique Knol slechts beslag te leggen op de derde plaats.
- Bij de wielrenners werd wel voorbeeldig samengewerkt en zo wist Erik Dekker het zilver voor zich op te eisen. Dit nadat Richard Groenendaal en Rob Compas ervoor zorgden dat Dekker en twee medevluchters uit de greep van het peloton bleven.
- Zwaargewicht Arnold Vanderlijde won voor de derde achtereenvolgende keer het brons bij het boksen.

Medailles
| Medaille   | Winnaar             | Onderdeel                    |
| ---------- | ------------------- | ---------------------------- |
| Goud (2)   | springteam          | paardensport                 |
| Goud (2)   | Ellen van Langen    | atletiek, 800 m.             |
| Zilver (6) | Heren volleybalteam | volleybal                    |
| Zilver (6) | dressuurteam        | paardensport                 |
| Zilver (6) | Léon van Bon        | wielrennen, puntenkoers      |
| Zilver (6) | Erik Dekker         | wielrennen, wegwedstrijd     |
| Zilver (6) | Orhan Delibas       | boksen, zwaar-weltergewicht  |
| Zilver (6) | Piet Raymakers      | paardensport, springconcours |
| Brons (7)  | Ingrid Haringa      | wielrennen, 1000m sprint     |
| Brons (7)  | Monique Knol        | wielrennen, wegwedstrijd     |
| Brons (7)  | Irene de Kok        | judo, tot 73 kilo            |
| Brons (7)  | Theo Meijer         | judo, tot 95 kilo            |
| Brons (7)  | Rienks/Zwolle       | roeien, dubbel-twee          |
| Brons (7)  | Dorien de Vries     | zeilen, windsurfen           |
| Brons (7)  | Arnold Vanderlijde  | boksen, zwaargewicht         |

### Nederlands-Antilliaanse prestaties
Bij hun negende deelname werden de Nederlandse Antillen vertegenwoordigd door vier olympiërs in drie sporten. In de atletiek nam James Sharpe deel, nam Michel Daou in de schietsport deel en namen Constantino Saragosa (mannen) en Elisabeth de Waard (vrouwen) deel op het onderdeel plankzeilen bij het zeilen. Laatst genoemde behaalde met de 22e plaats de beste klassering.

### Surinaamse prestaties
Namens Suriname namen zes olympiërs deel in drie sporten. Bij het baanzwemmen behaalde Anthony Nesty na de gouden medaille in 1988 op het onderdeel 100 meter vlinderslag op deze editie op hetzelfde onderdeel de bronzen medaille. In de atletiek namen Tommy Asinga en Letitia Vriesde beide voor de tweede keer deel, nam Realdo Jessurun deel aan de wegwedstrijd in de wielersport en kwamen de broers Enrico en Giovanni Linscheer ook uit bij het baanzwemmen.
Medailles
| Sport   | Olympiër      | Onderdeel         | Medaille |
| ------- | ------------- | ----------------- | -------- |
| Zwemmen | Anthony Nesty | 100 m vlinder (m) | Brons    |

## Medaillespiegel
Er werden 815 medailles uitgereikt. De ontwerper van deze medailles was de Spaanse beeldhouwer Xavier Corberó.
Het IOC stelt officieel geen medailleklassement op, maar geeft desondanks een medailletabel ter informatie. In het klassement wordt eerst gekeken naar het aantal gouden medailles, vervolgens de zilveren medailles en tot slot de bronzen medailles.
In de volgende tabel staat de top-10 en het Belgische, Nederlandse en Surinaamse resultaat. Het gastland heeft een blauwe achtergrond en het grootste aantal medailles in elke categorie is vetgedrukt.
Zie de medaillespiegel van de Olympische Zomerspelen 1992 voor de volledige weergave.
| Plaats | Land              | NOC | Goud | Zilver | Brons | Totaal |
| ------ | ----------------- | --- | ---- | ------ | ----- | ------ |
| 1      | Gezamenlijk team¹ | EUN | 45   | 38     | 29    | 112    |
| 2      | Verenigde Staten  | USA | 37   | 34     | 37    | 108    |
| 3      | Duitsland         | GER | 33   | 21     | 28    | 82     |
| 4      | China             | CHN | 16   | 22     | 16    | 54     |
| 5      | Cuba              | CUB | 14   | 6      | 11    | 31     |
| 6      | Spanje            | ESP | 13   | 7      | 2     | 22     |
| 7      | Zuid-Korea        | KOR | 12   | 5      | 12    | 29     |
| 8      | Hongarije         | HUN | 11   | 12     | 7     | 30     |
| 9      | Frankrijk         | FRA | 8    | 5      | 16    | 29     |
| 10     | Australië         | AUS | 7    | 9      | 11    | 27     |
|        |                   |     |      |        |       |        |
| 20     | Nederland         | NED | 2    | 6      | 7     | 15     |
| 44     | België            | BEL | 0    | 1      | 2     | 3      |
| 54     | Suriname          | SUR | 0    | 0      | 1     | 1      |

(¹ een gezamenlijk team van twaalf voormalige Sovjetrepublieken)
Atletiek · Badminton · Basketbal · Boksen · Boogschieten · Gewichtheffen · Gymnastiek · Handbal · Hockey · Honkbal · Judo · Kanovaren · Moderne vijfkamp · Paardensport · Pelota (demonstratie) · Roeien · Rolhockey (demonstratie) · Schermen · Schietsport · Schoonspringen · Synchroonzwemmen · Taekwondo (demonstratie) · Tafeltennis · Tennis · Voetbal · Volleybal · Waterpolo · Wielersport · Worstelen · Zeilen · Zwemmen
Albanië · Algerije · Amerikaanse Maagdeneilanden · Amerikaans-Samoa · Andorra · Angola · Antigua en Barbuda · Argentinië · Aruba · Australië · Bahama's · Bahrein · Bangladesh · Barbados · België · Belize · Benin · Bermuda · Bhutan · Bolivia · Bosnië en Herzegovina · Botswana · Brazilië · Britse Maagdeneilanden · Bulgarije · Burkina Faso · Canada · Centraal-Afrikaanse Republiek · Chili · China · Chinees Taipei · Colombia · Congo-Brazzaville · Cookeilanden · Costa Rica · Cuba · Cyprus · Denemarken · Djibouti · Dominicaanse Republiek · Duitsland · Ecuador · Egypte · El Salvador · Equatoriaal-Guinea · Estland · Ethiopië · Fiji · Filipijnen · Finland · Frankrijk · Gabon · Gambia · Gezamenlijk team · Ghana · Grenada · Griekenland · Groot-Brittannië · Guam · Guatemala · Guinee · Guyana · Haïti · Honduras · Hongarije · Hongkong · Ierland · IJsland · India · Indonesië · Irak · Iran · Israël · Italië · Ivoorkust · Jamaica · Japan · Jemen · Jordanië · Kaaimaneilanden · Kameroen · Kenia · Koeweit · Kroatië · Laos · Lesotho · Letland · Libanon · Libië · Liechtenstein · Litouwen · Luxemburg · Madagaskar · Malawi · Malediven · Maleisië · Mali · Malta · Marokko · Mauritanië · Mauritius · Mexico · Monaco · Mongolië · Mozambique · Myanmar · Namibië · Nederland · Nederlandse Antillen · Nepal · Nicaragua · Nieuw-Zeeland · Niger · Nigeria · Noord-Korea · Noorwegen · Oeganda · Oman · Oostenrijk · Pakistan · Panama · Papoea-Nieuw-Guinea · Paraguay · Peru · Polen · Portugal · Puerto Rico · Qatar · Roemenië · Rwanda · Saint Vincent‑Grenadines · Salomonseilanden · Samoa · San Marino · Saoedi-Arabië · Senegal · Seychellen · Sierra Leone · Singapore · Slovenië · Soedan · Spanje · Sri Lanka · Suriname · Swaziland · Syrië · Tanzania · Thailand · Togo · Tonga · Trinidad en Tobago · Tsjaad · Tsjecho-Slowakije · Tunesië · Turkije · Uruguay · Vanuatu · Venezuela · Verenigde Arabische Emiraten · Verenigde Staten · Vietnam · Zaïre · Zambia · Zimbabwe · Zuid-Afrika · Zuid-Korea · Zweden · Zwitserland · Onafhankelijke olympische deelnemers
Olympische Zomerspelen
Olympische Winterspelen
Gerelateerd
Olympische Jeugdspelen · Paralympische Spelen · Deaflympische Spelen · Special Olympic World Games
IOC · COA · BOIC · NOC*NSF · NAOC · SOC
- Gemeinsame Normdatei: 2121564-9
- Library of Congress Control Number: n88056955
- Nationale Bibliotheek van Tsjechië: kn20060721009
- Virtual International Authority File: 136721489